# ガーデンゴルフ

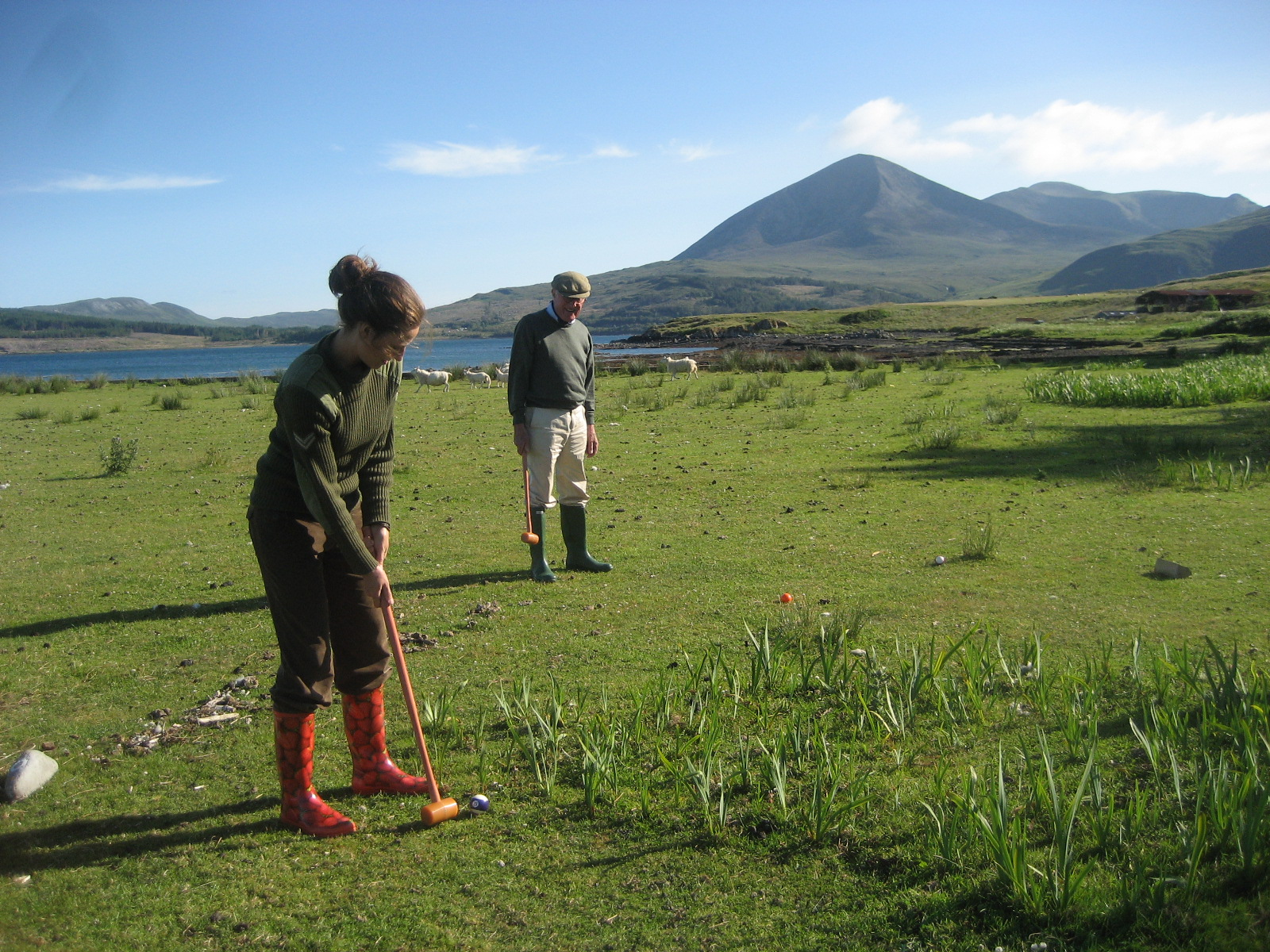

ガーデンゴルフ(Garden Golf)はビリヤードの球を使用するパターゴルフである。ゴム製のクラブヘッドを持つハンマーに長い木柄を付けた専用クラブでビリヤードの球を転がし、地面に埋めたプラスチック製の植木鉢へカップインさせる。日本人男性が考案し、自宅の庭に植木鉢を埋めたことがガーデンゴルフという名称の由来となった。

## 特徴
用具として、ボールにビリヤードの球、クラブにヘッドが生ゴム製の専用クラブを用いて打数を競う。
ガーデンゴルフは4歳程度の子供から高齢者や障害者までが一緒に楽しむことが出来るスポーツであり、自然の地形のままの公園の林の中や小学校の校庭などにカップを埋めるだけでコースを作ることができる。
そのためコースの維持費が掛からない。また、利用する用具が世界主要国で安価かつ容易に入手できることから、世界的に普及する素地が大きいことも特徴である。
穴の大きさは通常ゴルフとほぼ同じであるので、ゴルフパットと同様の技量が必要になる。穴が掘れない場所では、通常ゴルフの練習用カップを地面において遊技する。クラブを腰の高さより上げた状態でスイングすることはルール違反である。

## 来歴
2003年、「ガーデンゴルフ場」のアイディアを特許申請したものの拒絶査定されたため特許取得には至らなかった。
2005年3月27日、東京都公園協会の創立50周年記念事業において「ユニークな公園利用アイデア募集(実行の部)」の特別選定イベントとして、外務省の後援を受けて第1回ガーデンゴルフ国際交流大会が潮風公園で開催された。第2回大会以降は、毎年5月に日比谷公園で開催されている。9月25日、ASEANファミリーデーにおいて外務省の支援を受けてASEAN加盟10か国の大使・夫人が国別対抗形式で競うガーデンゴルフASEAN大会2005が開催された。第2回大会以降も毎年開催されている。
2008年9月20〜21日、代々木公園にて開催されたベトナム・フェスティバル2008のプログラムとして日ベトナム外交関係樹立35周年記念大会が開催された。
2009年夏、イギリスのスコットランドに常設ガーデンゴルフ・コースが造成された。
2010年1月、辰巳の森海浜公園に常設コースが開設された。
2013年9月、第68回国民体育大会 (スポーツ祭東京2013) のデモンストレーション競技として実施された。